# Джери Люис
Джери Люис (на английски: Jerry Lewis), е американски комедиант, актьор, продуцент, режисьор и певец. Прочут е със скечовете си, които изпълнява на сцена, по радиото и телевизията.

## Биография
Първоначално набира слава в създадения през 1946 година дует с Дийн Мартин, който става широко популярен под името „Мартин енд Люис“. Освен собственото шоу в нощните клубове, дуетът участва и в комедийна филмова поредица на студиото Парамаунт Пикчърс.
На по-късен етап в кариерата му, световна слава добиват ролите му във филма на Мартин Скорсезе Кралят на комедията, където си партнира с Робърт Де Ниро и филма на Емир Кустурица Аризонска мечта, където е заедно с Джони Деп и Фей Дънауей.
Джери Люис е награждаван многократно с най-различни авторитетни награди. Той е водещ на церемониите по връчване на наградите на филмовата академия на САЩ през 1955, 1956 и 1958 година. Люис има две звезди на холивудската алея на славата.

### Произход и детски години
Джери Люис е роден като Джоузеф Левич на 16 март 1926 година в Нюарк, щат Ню Джърси, в семейството на руски евреи. Неговият баща Даниъл Левич е церемониалмайстор и конферансие, а също и шоумен във водевили, където използва професионалния псевдоним Даниъл Люис. Майка му Ракел Левич е пианистка в радиостанция.
Джери започва да изпълнява комедийни скечове още на 5-годишна възраст и така до 15-годишен той вече има събрано сериозно портфолио. Характерният му номер е да изиграва с изопачени мимики песните, звучащи на грамофон. Първоначално започва да използва псевдонима Джоуи Люис, но бързо го сменя на Джери Люис, за да не се бърка с имената на боксьора в тежка категория Джо Лоуис и друг комедиант, назоваващ се Джо Е. Люис.
По това време Джери Люис завършва гимназия в град Ървингтън, Ню Джърси.

## Избрана филмография
| Година | Филм                | Роля                                   | Режисьор        |
| ------ | ------------------- | -------------------------------------- | --------------- |
| 1960   | Пиколото            | Станли                                 | Джери Люис      |
| 1961   | Момче за поръчки    | Морти С. Ташмън                        | Джери Люис      |
| 1963   | Смахнатия професор  | проф. Джулиъс Келп/Бъди Лов/Бейби Келп | Джери Люис      |
| 1982   | Кралят на комедията | Джери Лангфорд                         | Мартин Скорсезе |
| 1993   | Аризонска мечта     | Лио Суийти                             | Емир Кустурица  |

## Награди

### 1950-те
- 1952 – Специална награда „Фотоплей“[4]
- 1952 – Номинация за награда Еми за най-добър комик[4]
- 1954 – Награда Златна ябълка за най-добър екипен актьор[4]

### 1960-те
- 1965 – Награда „Златен Лаурел“, Специална награда – Family Comedy King[4]

### 1970-те
- 1977 – Предложен за Нобелова награда за мир от US Representative Les Aspin. Aspin noted that in 11 years, the MDA Jerry Lewis Labor Day Telethons had raised more than $95 million for the muscular dystrophy associations.[5]

### 1980-те
- 1983 – Номиниран за Награда на БАФТА в раздел Най-добра поддържаща роля за играта му в Кралят на комедията[6]

### 1990-те
- 1997 – Носител на награда за цялостно творчество, American Comedy Awards[6]

### 2000-те
- 2004 – Носител на наградата за цялостно творчество на Асоциацията на филмовите критици на Лос Анджелис[6]
- 2005 – Winner, Governors Award, Primetime Emmy Awards[6]
- 2006 – Носител на награда „Сателит“ за изключителна гостуваща звезда в телевизионното шоу Law & Order: Special Victims Unit[6]
- 2009 – Въведен в Залата на славата на Ню Джърси
- 2009 – Носител на Jean Hersholt Humanitarian Award на 81-те Награди на филмовата академия на САЩ[7]